# Wielki Staw Bystry
Wielki Staw Bystry (słow. Veľké Bystré pleso) – staw w Dolinie Bystrej w słowackich Tatrach Zachodnich. Znajduje się w najwyższym piętrze tej doliny, pod południowymi zboczami Bystrej i wschodnimi grzędy Garbate odchodzącej od Małej Bystrej. Jest największy z grupy kilku Bystrych Stawów. Znajduje się na dnie kotła lodowcowego. Na tym samym dnie kotła, blisko siebie, znajdują się jeszcze dwa inne stawy: Długi Staw Bystry i Mały Staw Bystry. Wielki Staw jest największy z nich; gromadzi najwięcej wody (42 500 m³) i jest też najdłuższy. Otoczenie stawów to pofałdowany teren morenowy wypełniony rumowiskiem głazów granitowych, miejscami tylko porastających niską murawą.
Staw badany był przez Jerzego Młodziejowskiego w 1935. Według jego pomiarów powierzchnia wynosiła 0,894 ha, rozmiar 146 × 93,5 m, a maksymalna głębokość 12,7 m. Po wojnie staw był mierzony powtórnie, w tabelce przedstawione są wyniki powojennych, czechosłowackich pomiarów.
Stawy te nie są udostępnione turystycznie. Znajdują się w pewnej odległości od szlaku prowadzącego przez Dolinę Bystrą i są niewidoczne z jej dna; widać je dopiero ze zboczy wschodniej grani Bystrej.